# Sinodrepanus falsus
Sinodrepanus falsus là một loài bọ cánh cứng trong họ Bọ hung (Scarabaeidae).